# Heteronuncia robusta
Genre
Espèce
Heteronuncia robusta, unique représentant du genre Heteronuncia, est une espèce d'opilions laniatores de la famille des Triaenonychidae.

## Distribution
Cette espèce est endémique du Queensland en Australie.

## Description
Le mâle syntype mesure 7 mm et la femelle syntype 5 mm.

## Publication originale
- Roewer, 1920 : « Australische Opiliones. Results of Dr. E. Mjöberg's Swedish Scientific Expeditions to Australia 1910-1913. 24. » Arkiv för Zoologi, vol. 13, no 18, p. 1–11 (texte intégral).